# Kangley, Illinois
Kangley, Illinois (енгл. Kangley) град је у америчкој савезној држави Илиноис.

## Демографија
По попису из 2010. године број становника је 251, што је 36 (-12,5%) становника мање него 2000. године.
| Група             | 2000.       | 2010.       |
| Белци             | 281 (97,9%) | 245 (97,6%) |
| Афроамериканци    | 0 (0,0%)    | 1 (0,4%)    |
| Азијати           | 0 (0,0%)    | 1 (0,4%)    |
| Хиспаноамериканци | 5 (1,7%)    | 2 (0,8%)    |
| Укупно            | 287         | 251         |